# Gaz Cã
Gaz Cã (Gāz Khān) é uma vila da província de Badaquexão, situada no nordeste do Afeganistão, na confluência dos rios Panje e Uacã.